# Jonai Bazar
Jonai Bazar is een census town in het district Dhemaji van de Indiase staat Assam. 

## Demografie
Volgens de Indiase volkstelling van 2001 wonen er 5172 mensen in Jonai Bazar, waarvan 53% mannelijk en 47% vrouwelijk is. De plaats heeft een alfabetiseringsgraad van 65%. 